# Noel Gallagher's High Flying Birds (álbum)
Noel Gallagher's High Flying Birds é o álbum de estreia auto-intitulado pela banda de rock inglesa Noel Gallagher's High Flying Birds. Lançado em 17 de outubro de 2011, é o primeiro álbum de estúdio lançado pelo vocalista homônimo Noel Gallagher desde sua saída da banda Oasis, em agosto de 2009.

## Antecedentes
High Flying Birds foi gravado entre 2010 e 2011 em Londres e Los Angeles, produzido por Gallagher e o ex-produtor de Oasis, Dave Sardy. No álbum, apresenta músicos como o ex-tecladista de Oasis, Mike Rowe, o baterista Jeremy Stacey, da banda The Lemon Trees e o percussionista Lenny Castro, além de participações especiais do Crouch End Festival Chorus e The Wired Strings. O nome, High Flying Birds, inspirou-se à música de Jefferson Airplane ao usá-lo como um nome da banda em homenagem a Peter Green, do grupo britânico Fleetwood Mac.
A lista de faixas inclui "Stop the Clocks", que é uma canção não-lançada pelo Oasis. Em 20 de julho de 2011, "The Death of You and Me" foi confirmado como primeiro single, previsto para lançamento em 21 de agosto de 2011, com "The Good Rebel", que se apresenta como b-side.
Em 30 de agosto de 2011, "If I Had a Gun..." estreou no rádio KROQ, e será a única estréia de Gallagher na América do Norte. O segundo single do Reino Unido, "AKA... What a Life!", com "Let The Lord Shine a Light On Me", que aparece como b-side.
Em 5 de setembro de 2011, "AKA... What a Life!" estreou na conta oficial de Gallagher no YouTube.

## Capa do álbum
A capa do álbum foi tirada em Los Angeles pelo fotógrafo Lawrence Watson, que tinha acabado de comprar uma câmera Polaroid. Gallagher explicou, dizendo: "Há um posto de gasolina velho em Beverly Hills ao lado da delegacia de polícia que tem um telhado de neon triangular, e quando você está por baixo dele, parece que você ficou por baixo de um Concorde. Então, nós saímos uma noite e tudo foi iluminado, até no neon, e nós estávamos levando essas fotos - Parece que eu estive ficado sob asas de um pássaro voando alto".

## Turnê
Gallagher começou a turnê uma semana após o lançamento do álbum. O primeiro concerto foi em Dublin em 23 de outubro e também foi visitar Londres e Edimburgo. Ele disse: "Vamos sair em turnê de uma semana depois que o álbum foi lançado. Vamos começar devagar, em pequenos teatros. Se é bom o suficiente para ficar maior, então ele vai ficar maior do que isso. Eu não acho que haverá uma grande turnê este ano. Acho que este ano, vai ser um som rápido ao redor do mundo e tentar fazer em grandes cidades. Em seguida, provavelmente, vai ser sim, uma grande turnê". Turnês na América do Norte e Europa também já foram anunciados.

## Recepção
| Críticas profissionais | Críticas profissionais |
| Pontuações agregadas   | Pontuações agregadas   |
| Fonte                  | Avaliação              |
| ---------------------- | ---------------------- |
| Metacritic             | 69/100                 |
| Avaliações da crítica  |                        |
| Fonte                  | Avaliação              |
| Allmusic               | [ 9 ]                  |
| BBC                    | favorável              |
| Daily Mail             | [ 11 ]                 |
| Digital Spy            | [ 12 ]                 |
| The Daily Telegraph    | [ 13 ]                 |
| NME                    | [ 14 ]                 |
| The Tune               | (4.3/5)                |
| Q                      | 4 de 5 estrelas.       |

### Desempenho comercial
Noel Gallagher's High Flying Birds vendeu 55.000 cópias, após dois dias de venda, mais que o dobro de cópias vendidas tem o seu mais próximo rival, com o álbum Letters, do vencedor de The X Factor, Matt Cardle. Em 23 de outubro de 2011, o álbum estreou na posição de número #1 no UK Albums Chart, com a primeira semana de vendas de 122.530 cópias. Em comparação com o álbum de estréia da banda do irmão de Noel, Liam Gallagher, do álbum Different Gear, Still Speeding da banda Beady Eye, vendeu 66.817 cópias quando estreou na #3 posição na tabela musical, em março de 2011.

### Recepção da crítica
Noel Gallagher's High Flying Birds recebeu críticas positivas, marcando uma pontuação de 69 no Metacritic. A revisão da BBC elogiou Gallagher para continuar a fórmula comprovada das composições que ele adotou no Oasis, que descreve um álbum como um "álbum agradável". Adrian Thrills, do Daily Mail, fez uma observação semelhante sobre a abordagem testada e comprovada a fazer a música escolhida por Gallagher, e apesar disso, a NME deu uma nota 8/10 estrelas, afirmando que o álbum pode ter se beneficiado os vocais de ex-vocalista do Oasis, Liam Gallagher. Escrevendo para o The Daily Telegraph, o crítico Neil McCormick premiou com o álbum a maior classificação possível, alegando que "High Flying Birds é a melhor coleção de melodias de [Noel] Gallagher desde seus dias de Morning Glory", referindo-se ao álbum de 1995 do Oasis mais vendido, (What's the Story) Morning Glory?, tomando como referência para o álbum. O website Digital Spy, teve uma visão semelhante, dizendo que "Apesar de todas as sugestões contrárias, Gallagher conseguiu livrar-se potencialmente da expectativas sufocantes para gravar o que poderia ser o seu melhor álbum desde (What's the Story) Morning Glory?".

## Lista de faixas
Todas as músicas foram escritas e compostas por Noel Gallagher.
| N.º            | Título                                           | Duração |  |
| 1.             | "Everybody's on the Run"                         | 5:30    |  |
| 2.             | "Dream On"                                       | 4:29    |  |
| 3.             | "If I Had a Gun..."                              | 4:09    |  |
| 4.             | "The Death of You and Me"                        | 3:29    |  |
| 5.             | "(I Wanna Live in a Dream in My) Record Machine" | 4:23    |  |
| 6.             | "AKA... What a Life!"                            | 4:24    |  |
| 7.             | "Soldier Boys and Jesus Freaks"                  | 3:22    |  |
| 8.             | "AKA... Broken Arrow"                            | 3:35    |  |
| 9.             | "(Stranded On) The Wrong Beach"                  | 4:02    |  |
| 10.            | "Stop the Clocks"                                | 5:04    |  |
| Duração total: | Duração total:                                   | 42:27   |  |

| Edição download digital |                           |         |  |
| N.º                     | Título                    | Duração |  |
| 11.                     | "A Simple Game of Genius" | 7:19    |  |
| Duração total:          | Duração total:            | 49:46   |  |

| Edição japonesa |                           |         |  |
| N.º             | Título                    | Duração |  |
| 11.             | "A Simple Game of Genius" | 7:19    |  |
| 12.             | "The Good Rebel"          | 4:19    |  |
| Duração total:  | Duração total:            | 53:59   |  |

| Edição Amazon.de |                     |         |  |
| N.º              | Título              | Duração |  |
| 11.              | "Alone on the Rope" | 5:04    |  |
| Duração total:   | Duração total:      | 47:31   |  |

| Edição DVD Deluxe | |         |  |
| N.º               | Título                                                                                                | Duração |  |
| 1.                | "It's Never Too Late to Be What U Might Have Been" (The Making of Noel Gallagher's High Flying Birds) | 33:46   |  |
| 2.                | "The Death of You and Me" (vídeo da música)                                                           | 4:02    |  |
| 3.                | "The Making of "The Death of You and Me""                                                             | 5:27    |  |
| Duração total:    | Duração total:                                                                                        | 43:15   |  |

## Paradas e posições
| País/Paradas (2011)                         | Melhor posição |
| ------------------------------------------- | -------------- |
| Austrália (ARIA Charts)                     | 16             |
| Áustria (Ö3 Austria Top 40)                 | 16             |
| Bélgica (Ultratop 50 Flanders)              | 10             |
| Bélgica (Ultratop 40 Valônia)               | 16             |
| Croácia (Croatian Albums Chart)             | 10             |
| Dinamarca (Hitlisten)                       | 27             |
| Escócia (Scottish Singles and Albums Chart) | 1              |
| Espanha (PROMUSICAE)                        | 15             |
| Finlândia (Suomen virallinen lista)         | 29             |
| França (SNEP)                               | 9              |
| Estados Unidos (Billboard 200)              | 28             |
| Estados Unidos (Rock Albums)                | 5              |
| Estados Unidos (Alternative Albums)         | 5              |
| Irlanda (Irish Albums Chart)                | 1              |
| Itália (FIMI)                               | 2              |
| Japão (Oricon)                              | 5              |
| México (AMPROFON)                           | 53             |
| Noruega (VG-lista)                          | 12             |
| Nova Zelândia (RIANZ)                       | 10             |
| Países Baixos (MegaCharts)                  | 11             |
| Reino Unido (UK Albums Chart)               | 1              |
| Suécia (Sverigetopplistan)                  | 21             |
| Suíça (Schweizer Hitparade)                 | 10             |

## Histórico de lançamento
| País           | Data                  | Formato                  | Gravadora         |
| -------------- | --------------------- | ------------------------ | ----------------- |
| Japão          | 12 de outubro de 2011 | CD, LP, download digital | Sony Music Japan  |
| Austrália      | 14 de outubro de 2011 | CD, LP, download digital | Sour Mash Records |
| Irlanda        | 14 de outubro de 2011 | CD, LP, download digital | Sour Mash Records |
| Nova Zelândia  | 14 de outubro de 2011 | CD, LP, download digital | Sour Mash Records |
| Reino Unido    | 16 de outubro de 2011 | Download digital         | Sour Mash Records |
| Reino Unido    | 17 de outubro de 2011 | CD, LP                   | Sour Mash Records |
| Canadá         | 8 de novembro de 2011 | CD, LP, download digital | Sour Mash Records |
| Estados Unidos | 8 de novembro de 2011 | CD, LP, download digital | Sour Mash Records |

## Pessoal
Principal
- Noel Gallagher – Vocal, guitarra, baixo, banjo, teclados (faixa 9), teclados adicionais (faixas 6, 7 e 10), vocal de apoio (faixas 7 e 9) e produção
- Dave Sardy – Produção, mixagem, programação de percussão (faixas 6 e 9)
- Mike Rowe – Teclados (todos, exceto a faixa 9)
- Jeremy Stacey – Bateria

| Músicos adicionais - Beccy Byrne – Vocal de apoio (faixas 2, 3, 5, 8 e 10) - Mark Neary – Contrabaixo (faixa 4), Serrote musical (faixas 4 e 8), copos de vinho (faixa 9) - Gary Alesbrook – Trompete (faixas 2, 4, 7 e 10) - Trevor Mires – Trombone (faixas 2, 4, 7 e 10) - Andrew Kinsman – Saxofone (faixas 2, 4, 7 e 10) - Jon Graboff – Pedal steel (faixa 3) - Luís Jardim – Percussão (faixas 4, 8 e 10) | - Lenny Castro – Percussão (faixa 8) - Paul Stacey – Guitarra solo (faixa 10), baixo (faixa 11), engnenharia (faixa 11), mixagem (faixa 11) - The Wired Strings – Cordas (faixas 1 e 5) - Rosie Danvers – Arranjo de cordas - Crouch End Festival Chorus – Coro (faixas 1, 5 e 10) - Steve Markwick – Arranjo de coro - Cherrelle Rose – Vocal de apoio (faixa 11) - Joy Rose-Thomas – Vocal de apoio (faixa 11) |